# Place des Degrés
Place des Degrés est une œuvre de Piotr Kowalski. C'est l'une des œuvres d'art de la Défense, en France.

## Description
Cette installation consiste en une succession de trois terrasses sur lesquelles sont disposés des éléments de sculptures monumentales.
On peut y voir un escalier monumental, un mât, du mobilier urbain. On trouve aussi un dallage géométrique qui, vu d'une certaine hauteur, se révèle être un portrait du mathématicien Blaise Pascal.

## Historique
L'œuvre est réalisée entre 1987 et 1989.